# 詹姆斯·厄爾·瓊斯
詹姆斯·厄爾·瓊斯（英語：James Earl Jones，1931年1月17日—2024年9月9日），美國男演員，職業生涯超過七十年。由於在電影、戲劇和電視中的表現，瓊斯被譽為「美國極為傑出和靈活的演員之一」和「美國史上偉大的演員之一」。瓊斯還因其獨特的嗓音而聞名，在真人表演、配音和商業中運用，包含《星際大戰》的黑武士與《獅子王》的木法沙。
瓊斯在史丹利·庫柏力克的1964年電影《奇爱博士》中首次出演電影。在劇院穩定工作後，瓊斯因在戲劇《拳王奮鬥史》（1968年）而贏得首座東尼獎。他還出演了1970年的同名改編電影，該片入圍奧斯卡金像獎和金球獎。

## 延伸閱讀
- Anne Hornaday, "James Earl Jones: A Voice for the Ages, Aging Gracefully," （页面存档备份，存于） Washington Post, 2014-09-27.
- Jones, James Earl, and Penelope Niven. James Earl Jones: Voices and Silences (New York: Charles Scribner's Sons, 1993) ISBN 0-684-19513-5
- Lifetime Honors – National Medal of Arts

## 外部連結
- 詹姆斯·厄爾·瓊斯在互联网电影资料库（IMDb）上的資料（英文）
- 互聯網百老匯資料庫（IBDB）上詹姆斯·厄爾·瓊斯的資料（英文）
- TCM电影资料库上詹姆斯·厄爾·瓊斯的资料（英文）
- 詹姆斯·厄爾·瓊斯在爛番茄上的頁面（英文）
- 在AllMovie上詹姆斯·厄爾·瓊斯的頁面（英文）